# 孔戈斯特里纳
孔戈斯特里纳，是西班牙卡斯蒂利亚-拉曼恰瓜达拉哈拉省的一个市镇。总面积26平方公里，总人口41人（2001年），人口密度2人/平方公里。